# Olargues
Olargues ist eine südfranzösische Gemeinde mit 493 Einwohnern (Stand 1. Januar 2022) im Arrondissement Béziers im Département Hérault in der Region Okzitanien zwischen Montpellier und Narbonne. Das Dorf ist seit 1992 als eines der Plus beaux villages de France (Schönste Dörfer Frankreichs) klassifiziert.

## Geographie
Olargues liegt in einer Höhe von 148 bis 760 Meter am Fuß des Espinouse-Massivs im Tal des Jaur. Die Gemeinde hat eine Fläche von 18,6 km² und circa 600 Einwohner. Das Gemeindegebiet gehört zum Regionalen Naturpark Haut-Languedoc.

## Geschichte

### Während des Drôle de Guerre
Christian Eggers erwähnt ein Internierungslager in Olargues, das von Dezember 1939 bis April 1940 bestanden habe. Vermutlich Mitte Juni 1940, kurz vor dem Waffenstillstand von Compiègne (1940), war es auch Ernst Kundt bekannt, es gehörte aber nicht zu den Lagern, die von der Kundt-Kommission zwischen Ende Juli und Ende August 1940 inspiziert wurde. Auf der Webseite der AJPN wird das Lager als Centre Tannerie d'Olargues erwähnt, was sich mit der Auskunft von Peschanski deckt, nachdem es sich bei dem als Internierungslager genutzten Gebäude in Olargues um eine zweckentfremdete ehemalige Gerberei (tannerie) gehandelt habe.

## Bevölkerungsentwicklung
| Jahr                       | 1962 | 1968 | 1975 | 1982 | 1990 | 1999 | 2006 | 2017 |
| Einwohner                  | 693  | 590  | 518  | 529  | 512  | 571  | 592  | 679  |
| Quellen: Cassini und INSEE |      |      |      |      |      |      |      |      |

## Sehenswürdigkeiten

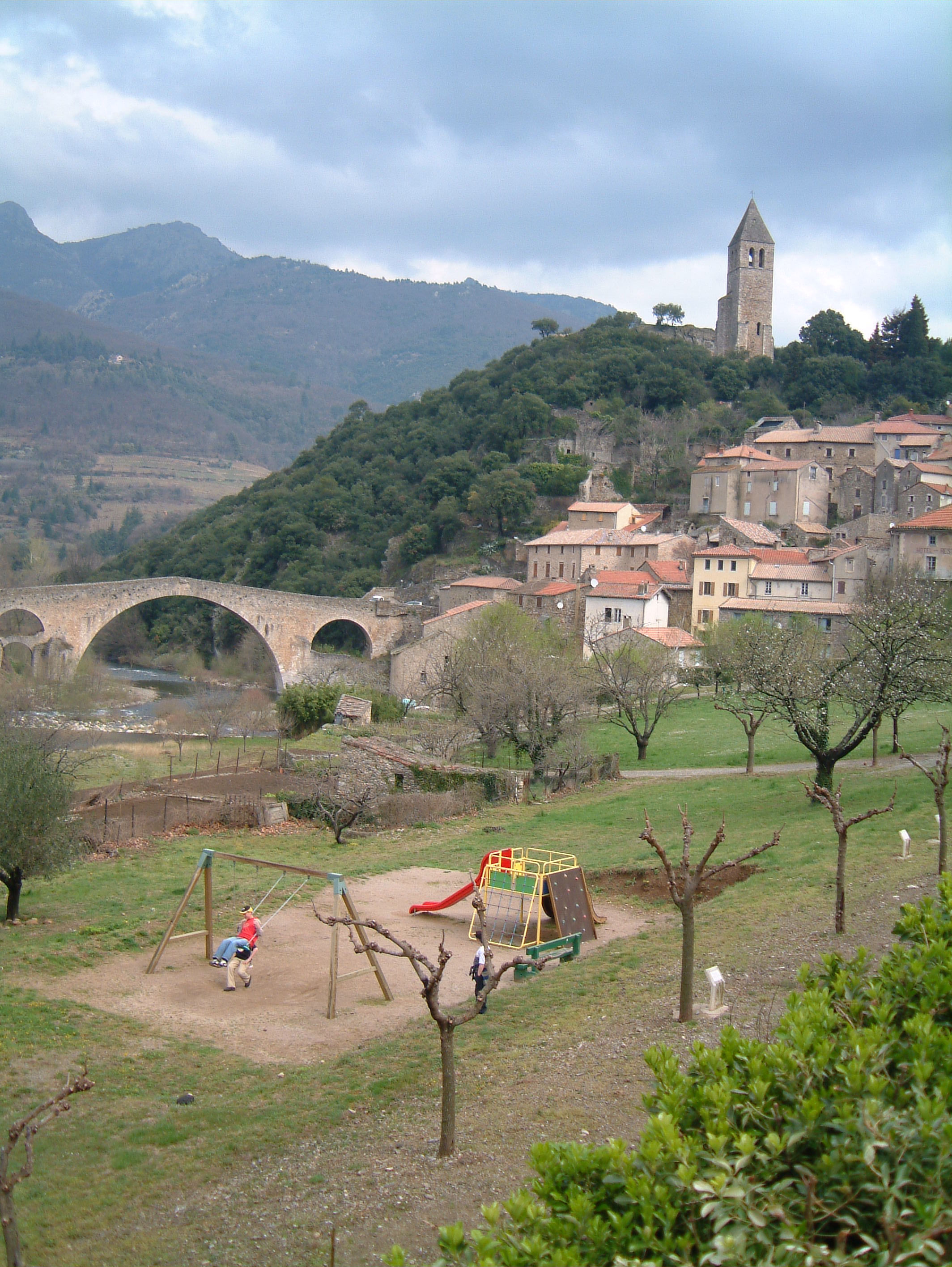
Pont du Diable in Olargues

Der mittelalterliche Pont du Diable (dt. Teufelsbrücke) aus dem 12. Jahrhundert wurde 1916 in die staatliche Denkmalschutzliste Frankreichs aufgenommen. Auch die 1900 erbaute Clergeau-Orgel in der Kirche Saint Laurent ist als Monument historique klassifiziert.
Im Ortszentrum befindet sich das kleine Musée d'Arts et Traditions Populaires.